# 1300 Marcelle
1300 Marcelle је астероид главног астероидног појаса са пречником од приближно 27,84 .
Афел астероида је на удаљености од 2,806 астрономских јединица (АЈ) од Сунца, а перихел на 2,754 АЈ.
Ексцентрицитет орбите износи 0,009, инклинација (нагиб) орбите у односу на раван еклиптике 9,538 степени, а орбитални период износи 1693,666 дана (4,637 године).
Апсолутна магнитуда астероида је 10,90 а геометријски албедо 0,099.
Астероид је откривен 10. фебруара 1934. године.